# Clallam (Schiff)
Die Clallam war ein 1903 in Dienst gestelltes Passagierschiff der amerikanisch-kanadischen Reederei Puget Sound Navigation Company, das im Pazifischen Nordwesten eingesetzt wurde und Passagiere, Fracht und Post vom US-Bundesstaat Washington in die kanadische Provinz British Columbia brachte. Am 8. Januar 1904 kenterte die Clallam in einem Sturm in der Juan-de-Fuca-Straße vor der Küste des US-Bundesstaats Washington und ging unter. 56 Passagiere und Besatzungsmitglieder kamen dabei ums Leben. Es handelt sich um eines der größten Schiffsunglücke in der Region nach dem Untergang der Valencia im Jahr 1906 und um den schwersten Zwischenfall mit einem Schiff der Puget Sound Mosquito Fleet.

## Das Schiff
Das Dampfschiff Clallam war 51,2 Meter lang, 10,1 Meter breit und hatte einen Tiefgang von 3,9 Metern. Es lief am 15. April 1903 vom Stapel und wurde am 3. Juli desselben Jahres fertiggestellt. Die Clallam gehörte der 1817 gegründeten amerikanisch-kanadischen Dampfschifffahrtsgesellschaft Puget Sound Navigation Company (PSNC), die meistens wegen des schwarzen Punkts auf ihrer Hausflagge nur Black Ball Line genannt wurde. Die Dampfschiffe und Fähren dieser Reederei transportierten Passagiere und Fracht vom Puget Sound in Washington bis in die Straße von Georgia in British Columbia.
Zusammen mit ihrem Schwesterschiff Majestic bediente die Clallam die Route Seattle–Port Townsend–Victoria. Die Schiffe der Puget Sound Navigation Company auf dieser Strecke wurden auch Puget Sound Mosquito Fleet genannt. Die Clallam war das größte und luxuriöseste Schiff dieser Flotte. Sie lief täglich bis auf Sonntag um 08.30 Uhr morgens in Seattle von Pier 1 am Fuß der Straße Yesler Way aus. Die Rückfahrt begann immer am selben Tag um 19.30 Uhr in Victoria.
Der Rumpf des 51 Meter langen Schiffs bestand aus dem Holz der Douglasie, einer Pflanzengattung in der Familie der Kieferngewächse, welches sehr seewasserbeständig ist. Die Clallam wurde von einer Niederdruckdampfmaschinen mit 600 PS (441 kW) über eine Schraube angetrieben, was ihr zu einer maximalen Reisegeschwindigkeit von 13 Knoten (24 km/h) verhalf. Der Bau der Clallam hatte nach damaligem Geldwert 80.000 US-Dollar gekostet. Das Schiff verfügte über 44 Kabinen, in denen insgesamt 250 Passagiere untergebracht werden konnten. Auf Ausflugsfahrten, bei denen keine Fracht transportiert wurde, konnte es bis zu 500 Personen aufnehmen. Zur Rettungsausrüstung gehörten sechs Rettungsboote, 530 Schwimmwesten, vier Rettungsbojen und sechs Notfalllampen.
Die Clallam erhielt ihren Namen von den Klallam, einer Gruppe von vier verschiedenen Stämmen von nordamerikanischen Ureinwohnern, die zur Beecher Bay First Nation gehören. Auch der Landkreis Clallam County im Bundesstaat Washington ist nach ihnen benannt.

## Omen und Vorzeichen
Während der kurzen Dienstzeit der Clallam kam es zu mehreren Vorkommnissen, die von vielen als böse Omen und Vorzeichen gewertet wurden. Am Tag der Schiffstaufe, dem 15. April 1903, ereigneten sich gleich zwei dieser Vorfälle. Als die Flagge der Vereinigten Staaten am Heck des Schiffs gesetzt wurde, wurde sie verkehrt herum angeschlagen – ein internationales Notsignal. Die 14-jährige Hazel Beahan, Tochter eines Meteorologen des US Army Signal Corps, fungierte als Taufpatin. Als die Halterungen losgeschlagen wurden, glitt die Clallam so schnell die Rampe hinunter, dass Miss Beahan keine Zeit mehr hatte, die traditionelle Flasche Champagner am Rumpf des Schiffs zerschellen zu lassen. Diese Ereignisse wurden von vielen abergläubischen Seeleuten und Bewohnern der Küstenregion als schlechte Zeichen angesehen.
Ein weiteres Ereignis fand am Morgen der letzten Abfahrt der Clallam statt. Die Schiffe der Puget Sound Mosquito Fleet transportierten regelmäßig Schafe nach Port Townsend und Victoria, die immer von einem trainierten Schaf mit einer Glocke um den Hals angeführt wurden. An diesem Morgen weigerte sich das führende Schaf, das bereits mehrere vorhergehende Reisen mitgemacht hatte, strikt, an Bord der Clallam zu gehen. Dieser Vorfall wurde als The bell sheep premonition (zu Deutsch etwa „Die Vorahnung des Schafs mit der Glocke“) bekannt.

## Die letzte Fahrt

### Beginn der Reise

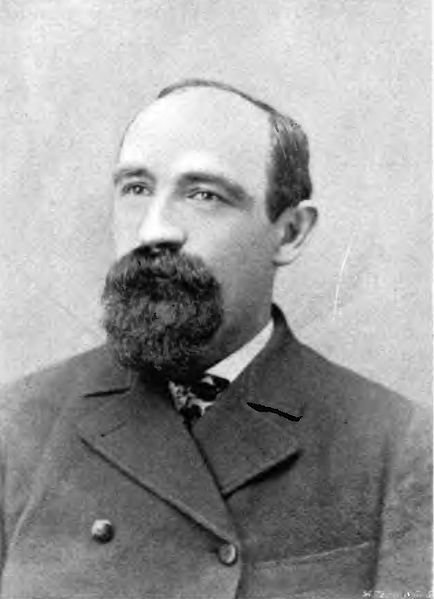
Kapitän George Roberts um 1895

Am Freitag, dem 8. Januar 1904 um 08.30 Uhr legte die Clallam in Tacoma zu einer weiteren Überfahrt nach Victoria via Seattle und Port Townsend ab. Das Kommando hatte der 55-jährige Kapitän George Roberts, der seit 29 Jahren zur See fuhr und seit der ersten Fahrt Kapitän der Clallam war. Er hatte vorher die 473 BRT große Rosalie kommandiert. Nachdem in Seattle und Port Townsend weitere Passagiere und Fracht an Bord genommen worden waren, legte die Clallam um 12.15 Uhr in Port Townsend ab, wo auch die Zollformalitäten erledigt worden waren, und schlug einen nördlichen Kurs in die Juan-de-Fuca-Straße ein. Sie hatte 92 Passagiere und Besatzungsmitglieder an Bord, eine ungewöhnlich niedrige Anzahl. Ihre Ankunft in Victoria war für 16 Uhr nachmittags angesetzt.
An diesem Tag herrschte in der Region einer der schwersten Stürme seit langem. Die Winde erreichten in der Juan-de-Fuca-Straße eine Stärke von 58 km/h und in der Nähe von Tatoosh Island vor Cape Flattery 97 km/h. Die Starkwinde wurden von heftigem Regenfall und gelegentlich Schnee begleitet. Die Überfahrt verlief trotz des schlechten Wetters zunächst ereignislos, nach dem Ablegen in Port Townsend hatte sich die Wetterlage etwas beruhigt. Als die Clallam jedoch den Eingang der Juan-de-Fuca-Straße auf der Höhe von Point Wilson erreichte, wurde sie von heftigen Sturmböen erfasst und geriet erneut in eine aufgewühlte See. Das Schiff schaffte es noch etwa 35 Meilen durch offenes Wasser, bis sie in Sichtweite des Victoria Harbour kam. Gegen 14.00 Uhr informierte der Chefingenieur, Scott A. DeLaunay, Kapitän Roberts, dass Wasser in den Rumpf eindrang und bereits den Maschinenraum erreicht hatte. Die Ursache war möglicherweise ein Leck im Rumpf, das durch den Sturm verursacht worden war und in das sich nun die See ergoss. Durch das Schließen der wasserdichten Türen schien das Problem behoben zu sein, doch das Leck befand sich an einer denkbar ungünstigen Stelle. Obwohl die Pumpen aktiviert wurden, war der Maschinenraum nach kurzer Zeit geflutet.
Gegen 15.00 Uhr hatte das Wasser die anschließenden Kesselräume erreicht und die Feuer gelöscht, sodass die Clallam nun manövrierunfähig auf den Wellen rollte. Roberts ließ das Fock- und das Stagsegel setzen, um sein Schiff auf Kurs halten zu können. Das Schiff schaukelte in der schweren See und Kapitän Roberts fürchtete, dass die Clallam dem nicht mehr lange standhalten und auseinanderbrechen würde. Um 15.30 Uhr gab er daher den Befehl, die drei Rettungsboote auf der vom Wind abgewandten Seite zum Herablassen vorzubereiten. Da es noch hell und Discovery Island nur zwei Meilen entfernt war, hielt er dies für die beste Entscheidung.
Das erste Rettungsboot stieß beim Fieren gegen die Reling, kenterte und warf seine Insassen in die stürmische See. Das zweite schaffte es, sicher vom Schiff freizukommen, wurde aber von einer hohen Welle erfasst und versenkt. Beim dritten Boot verhedderten sich die Seile und wie beim ersten wurden alle darin befindlichen Personen über Bord geworfen. Keiner der Bootsinsassen überlebte. Alle Frauen und Kinder an Bord der Clallam hatten sich in diesen drei Booten befunden. Die drei Boote auf der Wetterseite konnten nicht zu Wasser gelassen werden. Die an Bord gebliebenen Passagiere begannen damit, die gefluteten Abteilungen mit Eimern auszuschöpfen. Auf Anordnung des Ersten Offiziers George W. Doney wurden Teile der Ladung über Bord geworfen, um das Schiff leichter zu machen. Der Wind schob das Schiff währenddessen in nordwestlicher Richtung auf Smith Island und San Juan Island zu.

## Rettungsversuche und Untergang
Um 15.45 Uhr begab sich Edward E. Blackwood, ein Angestellter der Puget Sound Navigation Company aus Victoria, nach Clover Point. Er wollte nach der Clallam Ausschau halten, da sie bereits spät dran war. Er sah, dass das Schiff vier Meilen vor Victoria manövrierunfähig und mit zerfetzten Segeln dahintrieb. Er wollte der Clallam mit einem Schlepper zu Hilfe kommen, aber es stand keiner zur Verfügung. Blackwood kontaktierte gegen 17.00 Uhr die Canadian Pacific Railway und bat um Unterstützung. Daraufhin wurde der Dampfer Iroquois losgeschickt, der bis 23.00 Uhr vergeblich nach der Clallam suchte. Als um 17.30 Uhr Captain John B. Libby, der Geschäftsführer der Puget Sound Navigation Company in Seattle, von der Havarie erfuhr, ließ er die Schlepper Richard Holyoke und Sea Lion in Richtung des Unglücksorts auslaufen. Um 22.35 Uhr fand die Richard Holyoke den beschädigten Dampfer zwischen Smith Island und San Juan Island. Kapitän Roberts auf der Brücke der Clallam teilte Kapitän Robert Hall auf der Richard Holyoke mit, dass er Wasser aufgenommen hatte, aber nicht, dass sein Schiff bereits sank. Hall ließ beide Schiffe mittels einer Trosse verbinden.
Die Sea Lion, die von Kapitän Charles C. Manter kommandiert wurde, traf erst um 01.00 Uhr morgens am darauf folgenden Tag ein. Kurz nach ihrer Ankunft rief Kapitän Roberts den Schleppern zu, die Trosse zu lösen, da die Clallam unterging. Er befahl alle noch an Bord befindlichen Personen mit Schwimmwesten an Deck. Rettungsflöße wurden mit Äxten losgeschlagen und viele Passagiere hielten sich noch an der Reling fest, als das Schiff sank. Die Clallam kenterte um 01.15 Uhr nach Backbord und ging acht Meilen nördlich von Point Wilson mit dem Heck voran unter. Während des Untergangs brachen die Decksaufbauten und die Kommandobrücke vom Schiffsrumpf weg und wurden fortgerissen.
Die beiden Schlepper ließen sofort ihre Rettungsboote zu Wasser und nahmen 36 Menschen an Bord, 14 Passagiere und 22 Besatzungsmitglieder. 56 Menschen, darunter alle 17 Frauen und jedes der vier Kinder an Bord, waren ums Leben gekommen. Die Schiffbrüchigen wurden von der Dirigo, einem Dampfer der Alaska Steamship Company, übernommen und nach Seattle gebracht. In den Wochen nach dem Untergang wurden insgesamt 28 Leichen geborgen. Unter den Toten waren Jeannie und Jessie Galletly, Ehefrau und Tochter des Standortleiters der Bank of Montreal in Victoria, Captain Thomas Lawrence, Kapitän des Dampfers Scotia¸ Charles W. Thompson, Präsident der Washington Co-Operative Mining Company und der Montezuma Mining Company, und die Musiker Albert Prince und Guy Daniels aus Kansas City, die seit drei Jahren in den Vereinigten Staaten tourten.

## Wrack und Untersuchung des Unglücks
Am 12. Januar 1904, vier Tage nach der Katastrophe, entdeckte die Princess Beatrice, ein Passagierdampfer der Canadian Pacific Railway, große Wrackteile an der Küste von Darcy Island in der Inselgruppe Trial Islands. Das komplette Hauptdeck der Clallam inklusive Brücke und Decksaufbauten wurde gefunden. Der Strand wurde auch nach Todesopfern abgesucht, aber es wurde keines gefunden. Edward Blackwood beauftragte das Bergungsunternehmen British Columbia Salvage Company damit, die Wrackteile nach Esquimalt zu bringen. Die meisten Trümmer wurden am 15. März 1904 bei einer Auktion in Victoria zu einem Wert von 296 US-Dollar versteigert. Das Hauptdeck ging für 25 US-Dollar an die Eigentümer des örtlichen Lyceum Theatre, die planten, es im Rahmen einer Ausstellung vorzuführen.
Nur wenige Tage nach dem Untergang, am 18. Januar 1904, begann die Untersuchung der Katastrophe durch den United States Marine Inspection Service. Den Vorsitz hatten Captain Bion B. Whitney und Captain Robert A. Turner. Im Verlauf der Anhörungen, die sich bis zum 3. Februar erstreckten, wurden fast alle überlebenden Offiziere, Crewmitglieder und Passagiere angehört. Der Abschlussbericht der Untersuchungskommission wurde am 13. Februar 1904 veröffentlicht. Die Kommission kam zu dem Ergebnis, dass der Untergang der Clallam daraus resultiert hatte, dass Wasser durch die beschädigte Bilge oder offene Seeventile in den Rumpf gelangt war und die Feuer in den Kesseln löschte, wodurch das Schiff antriebslos war und nicht mehr navigieren konnte. Somit war es hilflos dem Sturm ausgesetzt. Dazu kam, dass die starken Wellen die Fenster des Speisesaals und der Bordküche auf dem Hauptdeck einschlugen und das Schiff dadurch geflutet wurde. Dies führte zum Kentern der Clallam.
Der Besatzung der Clallam, besonders Kapitän Roberts und Chefingenieur DeLaunay, wurde eine Mitschuld an der Tragweite der Tragödie gegeben. Roberts wurde kritisiert, weil er die Rettungsboote ohne einen Offizier an Bord zu Wasser gelassen hatte und weil er die Rettungsschiffe nicht gebeten hatte, ihn in den nächsten geschützten Hafen zu schleppen. Auch sein Versäumnis, die Kapitäne der Schlepper davon in Kenntnis zu setzen, dass die Clallam bereits sank, wurde kritisiert. DeLaunay habe nicht dafür gesorgt, dass die Seeventile geschlossen wurden, was dazu geführt hatte, dass die Arbeit der Pumpen nutzlos war. Ferner wurde gefragt, warum keine Signal- bzw. Notraketen abgeschossen worden waren. Als Folge wurde Scott DeLaunay seine Schiffsingenieurslizenz entzogen, während Kapitän George Roberts für ein Jahr sein Kapitänspatent verlor. DeLaunay ging in Berufung. Die Presse im pazifischen Nordwesten war mit diesem Ergebnis nicht zufrieden und war der Meinung, dass beide Männer wegen Totschlags verurteilt werden sollten.
Am 11. Februar 1904 wurde in Victoria eine gerichtsmedizinische Untersuchung abgehalten, welche die Todesursache der Opfer des Clallam-Unglücks prüfen sollte. Den Vorsitz hatte Dr. Edward C. Hart. Dabei lag der Fokus aber nur auf den Passagieren, die durch die gekenterten Rettungsboote ums Leben gekommen waren. Am 19. Februar erklärten die rechtsmedizinischen Gutachter Kapitän Roberts schuldig des Totschlags durch grobe Fahrlässigkeit. Er wurde jedoch nicht zu einer Freiheitsstrafe verurteilt. DeLaunay wurden Inkompetenz und Vernachlässigung seiner Pflichten vorgeworfen. Außerdem habe sich die Clallam in einem nicht seetauglichen Zustand befunden.